# سالامئا د لا سرنا
سالامئا د لا سرنا (به اسپانیایی: Zalamea de la Serena) یک شهرستان در اسپانیا است که در استان باداخس واقع شده‌است.

## خصوصیات
سالامئا د لا سرنا ۲۴۶ کیلومترمربع مساحت و ۳٬۸۸۴ نفر جمعیت دارد و ۴۸۵ متر بالاتر از سطح دریا واقع شده‌است.